# Temesköz
A Temesköz a Maros, a Tisza és a Duna által közrezárt síkság, melyen a Temes folyik keresztül, a Bánság síkvidéki része.

## Neve
A hosszú oszmán uralom alatt Temes, Torontál, Krassó és Keve vármegyék népessége kivándorolt vagy elpusztult. Mikor a török haderő elhagyta a térséget, az eredeti vármegyehatárokat nem lehetett visszaállítani.

## Története
A Temesközt a magyarság már közvetlenül a honfoglalás után benépesítette. Később, a középkorban már viszonylag sűrűn lakott virágzó magyar vidék volt. Nevét már 1374-ben említették az oklevelekben; a legrégibb magyar tájneveink egyike.
A Temesköz magyar lakossága a 15–18. század háborúi alatt, főleg Temesvár eleste (1552) után elpusztult vagy elmenekült. Az 1699. évi, a magyarországi török háborúkat lezáró karlócai béke meghagyta az Oszmán Birodalom kezén, mivel a terület többnyire lakatlan volt, ezért a Habsburgok nem tartottak rá igényt. A Rákóczi-szabadságharc lezárását követően pár esztendővel új háború robbant ki a törökkel és 1717-ben a császári csapatok kiűzik az oszmánokat Temesvárról is, ezzel a török uralom a Temesközben is véget ér. Területét a bécsi kormányzat a töröktől való visszafoglalása után nem csatolta Magyarországhoz, hanem 11 vidékre osztva Temesi Bánság (Temeschwarer Banat, Banatus Temesvariensis) néven külön kormányozta. Magyarországhoz közigazgatásilag csak 1778-ban került vissza, a Pancsova, Fehértemplom és Karánsebes központtal
szervezett német, szerb, illetve román határőrvidék kivételével.
Újabb kori magyar lakosságának betelepedése a 18. század végén indult meg túlnyomórészt Szeged környékéről és a Tiszántúlról, és a 19. században folyt le. Addig elsősorban német telepesek beköltözését tette lehetővé a bécsi kormányzat. A  román és szerb lakosság beköltözése, mely a keleti és középső, illetve a nyugati és déli részét lakja; a 18. századra esik. Rajtuk kívül azonban még sok más nemzetiség települt le a rendkívül termékeny vidéken, ahol bőven akadt szabad terület. Voltak köztük ruszinok, szlovákok, csehek, horvátok, valamint Moesiaból származó katolikus vallású bolgárok is.
A Temesköz területe a középkorban sosem volt bánság. A 15. századtól a temesi főispán (vagy temesi gróf [comes]) a déli
határvidék (Temes, Keve, Krassó vármegye és a Szörényi bánság) katonai parancsnokságával volt megbízva. Többek közt ezt a méltóságot viselte Hunyadi János és Kinizsi Pál is. A Temesi Bánság nevet csupán 1718–1778, illetve 1849–1860 közt viselte (ez utóbbi Szerb Vajdaság és Temesi Bánság névvel a Bácska és Szerémség egy részével együtt).